# Pseudaesopia japonica
Pseudaesopia japonica är en fiskart som först beskrevs av Bleeker, 1860.  Pseudaesopia japonica ingår i släktet Pseudaesopia och familjen tungefiskar. Inga underarter finns listade i Catalogue of Life.